# Ammophila poecilocnemis
Ammophila poecilocnemis är en biart som beskrevs av Morice 1900. Ammophila poecilocnemis ingår i släktet Ammophila och familjen grävsteklar. Inga underarter finns listade i Catalogue of Life.